# Mobilizon
Mobilizon és un programari lliure per organitzar esdeveniments i gestionar grups (de tipus Meet-up) llançat el mes d'octubre 2020, desenvolupat per l'empresa francesa Framasoft per oferir una alternativa gratuïta a les plataformes GAFAM (Facebook, Meetup.com, EventBrite).

## Funcionament
Les funcionalitats que ofereix Mobilizon en el moment del llançament de la versió beta del mes d'octubre de 2019 van ser les següents:
- creació de comptes, gràcies a un correu electrònic i una contrasenya;
- rebre notificacions per correu electrònic;
- creació i gestió de diverses identitats en un mateix compte;
- creació, modificació o supressió d'esdeveniments:
  - a partir de la identitat que heu utilitzat per crear l'esdeveniment;
  - amb la possibilitat de crear, conservar, editar (i suprimir) esdeveniments en mode d'esborrany;
  - amb la possibilitat de validar (o rebutjar) manualment les sol·licituds de participació;
  - que podeu compartir fàcilment a les vostres xarxes o per correu electrònic;
  - que pots afegir al teu calendari.
- inscripció a un esdeveniment escollint una de les vostres identitats;
- informar de contingut problemàtic a la moderació de la instància;
- gestió d'informes de contingut problemàtic.

## Història
El 14 de maig de 2019, l'associació Framasoft va posar en marxa una campanya de micromecenatge per tal, d'una banda, de comprovar l'interès de la comunitat pel projecte, i de l'altra per garantir el propi finançament. Al final de la campanya, el 10 de juliol de 2019, es va assolir l'objectiu de participació amb més de 58.000€ recaptats.
Es va posar en línia una plataforma de prova el 15 d'octubre de 2019, per tal de permetre a les persones que van donar suport al projecte descobrir l'eina i obtenir les primeres impressions del públic en general.
La primera versió del programari va aparèixer durant el primer semestre de 2020.
El 22 de juny de 2020, quan es va llançar la beta3, la versió 1 es va posposar fins a la tardor de 2020.
El 27 d'octubre de 2020 es llançà oficialment la primera versió.
L'any 2021, hi havia 81 instàncies de Mobilizon, tant a França com a l'estranger. Les principals en termes d'usuaris són Mobilizon.fr, Mobilizon.picasoft.net, Mobilize.berlin, Mobilizon.it i Keskonfai.fr.

## Tecnologia
El programari està escrit en el llenguatge de programació Elixir amb Phoenix, un marc lleuger que aprofita Elixir.
La interfície d'usuari es construeix amb el framework VueJS.
Mobilizon no és una plataforma gegant, sinó una multitud de llocs web Mobilizon interconnectats, anomenats instàncies, capaços de comunicar-se entre ells mitjançant el protocol ActivityPub, un estàndard recent del W3C. Aquest també permet interactuar amb altres programaris que componen el Fedivers com Mastodon, PeerTube, etc.